# Elena Martí Ballesta
Elena Martí Ballesta (Madrid; 9 de març de 1946) és una periodista espanyola.
Graduada en Filosofia i Lletres i Periodisme, la seva trajectòria professional ha estat vinculada fins a 2007 a Televisió Espanyola (TVE), cadena en la qual va ingressar el 1966, com a locutora de continuïtat de la nova segona cadena o UHF, després d'haver treballat com a reportera en l'Agència Cifra.
En la seva primera etapa va presentar programes culturals com Libros que hay que tener, i el 1970 s'incorpora a la redacció de l'informatiu 24 horas, en el qual roman fins a 1972. Especialitzada en informació internacional des de finals dels anys 70, arribaria a ser directora de l'àrea entre 1985 i 1990. Més endavant és nomenada directora del programa Informe semanal, càrrec que ocupa durant uns mesos el 1990, així com de l'espai de reportatges En portada (1990-1992) o de Crónica Internacional (1992-1993). Entre 1995 i 1997 també va ser la editora del Telediario de TVE Internacional.
El 1968 va rebre el Premi Antena de Oro, per la seva labor en televisió. Esposa del periodista Enrique Vázquez.